# 吉士長丹
吉士 長丹（きし の ながに/ちょうたん）は、飛鳥時代の豪族。呉 長丹（くれ の ながに）とも表記される。冠位は小花下。

## 出自
「吉士」は元来、古代朝鮮における「首長」を意味する言葉から生まれた姓であり、転じて氏に変わったものであるが、さらに遡ると中国周人の出自である。一族は外交事務で多く活躍している。『新撰姓氏録』では、吉志氏は「摂津国皇別」に分類され、「難波忌寸同祖，大彦命之後也」となっている。本拠地は摂津嶋下郡吉志部村（現在の大阪府吹田市岸部町）とされている。

## 記録
白雉4年（653年）、遣唐第1船の大使として計121人を率いて唐へと出発する。このときの位は小山上で、副使は吉士駒であった。同行の学問僧には、道観（のちの粟田真人）、道昭、定恵（中臣鎌足の長男）らがいた。
翌年7月、百済・新羅の送使と共に筑紫国に到着する。このときは「西海使」（にしのみちのつかい）と『日本書紀』巻第二十五には記されている。その後に、
小花下の位に昇叙され、封戸200戸を与えられた。また、氏を賜って、呉氏（くれのうじ）となった。恐らく、「呉」を経由して長安に辿り着いたからであろうと、岸俊男は述べている。このことから、南島路をとったものと推定される。
近江国蒲生郡の呉神社はゆかりの神社である。